# You Are Not Alone
„You Are Not Alone“ е сингъл на Майкъл Джексън.
Песента е продуцирана от Кели и Джексън.
Написана е от Р. Кели. Джексън обясни, че веднага му хареса песента, но я изслушва два пъти, преди да вземе окончателно решение.
You Are Not Alone остава един от най-продаваните сингли на Майкъл Джексън. Песента държи световен рекорд на Гинес. Музикалното видео е режисирано от Уейн Исхам.
|  | Тази страница частично или изцяло представлява превод на страницата You Are Not Alone в Уикипедия на английски. Оригиналният текст, както и този превод, са защитени от Лиценза „Криейтив Комънс – Признание – Споделяне на споделеното“, а за съдържание, създадено преди юни 2009 година – от Лиценза за свободна документация на ГНУ. Прегледайте историята на редакциите на оригиналната страница, както и на преводната страница, за да видите списъка на съавторите. ВАЖНО: Този шаблон се отнася единствено до авторските права върху съдържанието на статията. Добавянето му не отменя изискването да се посочват конкретни източници на твърденията, които да бъдат благонадеждни. |